# Samuel de Lange (fill)
Samuel de Lange (Rotterdam, 22 de febrer de 1840 - Stuttgart, 7 de juliol de 1911) fou un pianista, organista i compositor holandès. Era fill de Samuel i germà de Daniel, ambdós pianistes, organistes i compositors.
Al costat del seu germà Daniel, feu un viatge artístic per Àustria la Galítzia, en el que ambdós assoliren molts èxits, destacant com a notable organista. Van romandre tres anys a Lviv com a professors d'aquell Conservatori, retornant a la seva pàtria el 1864, ocupant la plaça d'organista de l'església walona de Rotterdam, i dedicant-se a l'ensenyança de la música. El 1875 s'establí a París amb l'esperança de crear-se una solida i estable posició, però no havent pogut assolir els seus propòsits tant ràpidament com desitjava, el 1876 acceptà la classe d'orgue i piano en el Conservatori de Colònia. En la seva curta estada a Viena tingué entre els seus alumnes a Alexander Winterberger.
Deixà diverses obres que va merèixer elogis de la critica i dels aficionats, com quartets per a instruments de corda, trios per a piano, violí i violoncel, una Simfonia per a orquestra en si bemoll; llegendes (Märchenbilder) i concerts per a violí i violoncel.